# Qūch Aḩmad
Qūch Aḩmad (persiska: قوچ احمد) är en ort i Iran.   Den ligger i provinsen Östazarbaijan, i den nordvästra delen av landet, 400 km väster om huvudstaden Teheran. Qūch Aḩmad ligger 1 863 meter över havet och antalet invånare är 183.
Terrängen runt Qūch Aḩmad är huvudsakligen kuperad. Qūch Aḩmad ligger nere i en dal. Runt Qūch Aḩmad är det ganska glesbefolkat, med 22 invånare per kvadratkilometer. Närmaste större samhälle är Z̄āker Kandī, 8,7 km nordost om Qūch Aḩmad. Trakten runt Qūch Aḩmad består i huvudsak av gräsmarker.